# M1064
M1064 — американский самоходный миномёт, представленный в 1990 году для замены M106, и представляющий собой миномёт M121, установленный на шасси бронетранспортёра М113. Впоследствии заменены на M1287.

## Конструкция
M1064 представляет собой самоходный миномёт с установленным миномётом М121, который является 120-мм модификацией миномёта М120, при необходимости его можно демонтировать и установить на земле. Также на бронемашину можно поставить пулемёт M2 Browning 0.5 cal. Общая масса М1064 составляет 12.8 т.

## Операторы
- США — 1076 установок, заменены на М1287[1].

- Египет — 36 установок[2].
- Сиам — 12 установок[2].